# Paradoxostoma robinhoodi
Paradoxostoma robinhoodi är en kräftdjursart som beskrevs av John Horne och Whittaker 1985. Paradoxostoma robinhoodi ingår i släktet Paradoxostoma och familjen Paradoxostomatidae. Inga underarter finns listade i Catalogue of Life.